# Giovanni Antonio Pellegrini
Giovanni Antonio Pellegrini fue un pintor italiano nacido en Venecia en 1675 y fallecido en la misma ciudad en 1741. Muy cotizado y prolífico, debido a encargos viajó por media Europa: Francia, Alemania, Países Bajos, Reino Unido.